# 绿啸鹟
绿啸鹟（学名：Pachycephala olivacea），是啸鹟科啸鹟属的一种，为澳大利亚的特有种。该物种的保护状况被评为无危。
绿啸鹟的平均体重约为38.0克。栖息地包括亚热带或热带的（低地）干燥疏灌丛、亚热带或热带的湿润低地林、地中海型疏灌丛、温带疏灌丛、温带森林和亚热带或热带的湿润山地林。
种加词 olivacea 意为“橄榄状的”、“卵圆形的”。